# Wendeburg
Wendeburg es un municipio situado en el distrito de Peine, en el estado federado de Baja Sajonia (Alemania). Su población estimada a finales de 2016 era de 10 280 habitantes.
Se encuentra ubicado a poca distancia al este de la ciudad de Hannover, la capital del estado.